# Metarranthis agreasaria
Metarranthis agreasaria là một loài bướm đêm trong họ Geometridae.